# Mary Beth Hughes
Mary Beth Hughes właś. Mary Elizabeth Hughes (ur. 13 listopada 1919 w Alton, zm. 27 sierpnia 1995 w Los Angeles) – amerykańska aktorka filmowa i telewizyjna.